# Jerzy Skowronek (muzyk)
Jerzy Skowronek (ur. 1942 w Bielsku-Białej) – polski perkusista jazzowy i skrzypek. Z wykształcenia chemik.

## Życiorys
Teorię muzyki poznawał już w okresie nauki w szkole podstawowej w Katowicach, a następnie w Liceum Muzycznym. Pierwszym instrumentem na którym grał były skrzypce, zaś drugim perkusja. Z muzyką jazzową, zetknął się po raz pierwszy, jako perkusista w formacji "Big Band", działającej przy Klubie Fabrycznym w Mysłowicach. W 1961 roku po maturze, studiował na Wydziale Chemii Uniwersytetu im. Adama Mickiewicza w Poznaniu i został wciągnięty w działalność zespołu muzycznego, klubu studenckiego „Od Nowa” w którego skład wchodzili także: Andrzej Fröhlich (fortepian, trąbka), Tadeusz Franka (puzon, Henryk Pawlaczyk (saksofon tenorowy, klarnet i Wiesław Pniewski (kontrabas. Od stycznia do maja 1968 roku grał w trio z Wojciechem Skowrońskim (śpiew, fortepian) i z Hubertem Szymczyńskim (gitara basowa) w formacji pod nazwą Hubertusy. Zespół wziął udział w V festiwalu Jazz nad Odrą we Wrocławiu (8–10 marca 1968), gdzie Skowroński zdobył nagrodę publiczności oraz I nagrodę w kategorii wokalistów, ex aequo z Marianną Wróblewską. W klubie „Od Nowa” występował, aż do wyjazdu na kontrakt do Szwecji, co miało miejsce w lipcu 1968 roku i wszedł w skład formacji Jocker Quartet w składzie z Henrykiem Pawlaczykiem, Jimy Bownikiem i Janem Jabłońskim, (lider zespołu. Po zakończeniu współpracy z Jabłońskim – jego kontakty z muzyką ograniczyły się do sporadycznych występów w szwedzkich orkiestrach. W roku 1974 podjął pracę w firmie Ericsson Norrköping w wyuczonym zawodzie chemika, tym niemniej grywał na skrzypcach w miejscowej orkiestrze symfonicznej, jak i w formacji Big Band Air Craft. Od 2007 roku pobiera emeryturę, lecz sporadycznie grywa jazz z miejscowymi muzykami z Norrköping.
19 listopada 2009 roku po 41 latach spotkał się i zagrał koncert w towarzystwie Huberta Szymczyńskiego (fortepian) w klubie Trappen w Norrköping. Muzykom towarzyszyli również: Ewa Stańko (śpiew) i Jan Erik Andersson (gitara basowa).
3 czerwca 2019 roku wziął udział we wspomnieniowym koncercie „60 lat poznańskiego rock 'n' rolla” w klubie Blue Note, grając w zespołach Violiny oraz w Grupie Huberta Szymczyńskiego.